# Édith Moskovic
Édith Moskovic, née le 12 août 1931 à Sevlusi (Tchécoslovaquie) et morte le 7 juin 2021 à Castelnau-le-Lez, est une survivante de la Shoah pendant la Seconde Guerre mondiale. Elle fut déléguée en Languedoc-Roussillon du Comité français pour Yad Vashem, et est nommée chevalière de la Légion d'honneur en 2009.

## Biographie
Édith Moskovic est née le 12 août 1931 à Sevlusi (Hongrie). Elle est issue d’une famille hongroise juive ashkénaze, fille d’un père tailleur et d’une mère au foyer.  
À cause des lois antisémites du régent Horthy, sa famille s'exile avant-guerre à Bruxelles en 1935, puis à His en Haute-Garonne, le 10 mai 1940, accueillie par une population bienveillante. Arrêtée fin 1941 par la gendarmerie française, avec ses sept frères et sœurs, Édith est internée au camp du Récebédou en Haute-Garonne, dans les conditions des déportés de l'Europe asservie[pas clair]. Aidée par des gardiens soudoyés, la famille s'évade et réussit à franchir la ligne de démarcation à Abbeville, en Picardie. De retour à Bruxelles, elle retrouve la maison familiale dévastée. 
En septembre 1942, de nouvelles lois anti-juives d'exclusion totale poussent le père de famille à cacher ses huit enfants auprès de familles inconnues, le plus souvent dans la clandestinité. Âgée alors de neuf ans, Édith est confiée dans un premier temps à des voisins, dans le grenier desquels elle reste enfermée à clé, dans l'obscurité, sans pouvoir évaluer le nombre de jours passés. Elle est ensuite envoyée sous une nouvelle identité (Éliane Martin) à Ottignies, dans une institution catholique pour handicapés mentaux dirigée par Renée Jacqmotte. 
À la Libération, elle retrouve toute sa famille saine et sauve. Devenue secrétaire médicale, mariée et mère de famille, elle se tait sur son enfance pendant 50 ans.  
Établie à Montpellier, elle est déléguée en Languedoc-Roussillon du Comité français pour Yad Vashem, et à ce titre participe aux remises de médailles et de diplômes de Juste parmi les nations. Après un apprentissage à l’École internationale de la Shoah à Jérusalem, elle parle pour la première fois de son vécu d'enfant juive cachée, en mars 1998 à l'université du temps libre de Montpellier. Elle témoigne depuis sans relâche devant les élèves, et participe notamment chaque année à l'organisation du Concours national de la Résistance et de la Déportation.
Elle meurt le 8 juin 2021.

## Prix, hommages et distinctions
- Chevalier de la Légion d'honneur, 14 juillet 2009[9]
- Médaille d'honneur de Zakhor pour la Mémoire en 2007